# Носажево-Борове
Носажево-Борове (пол. Nosarzewo Borowe) — село в Польщі, у гміні Шидлово Млавського повіту Мазовецького воєводства.
Населення — 155 осіб (2011).
У 1975-1998 роках село належало до Цехановського воєводства.

## Демографія
Демографічна структура станом на 31 березня 2011 року:
|          | Загалом | Допрацездатний вік | Працездатний вік | Постпрацездатний вік |
| -------- | ------- | ------------------ | ---------------- | -------------------- |
| Чоловіки | 74      | 15                 | 48               | 11                   |
| Жінки    | 81      | 13                 | 46               | 22                   |
| Разом    | 155     | 28                 | 94               | 33                   |